# Chevry, Manche
Chevry är en kommun i departementet Manche i regionen Normandie i norra Frankrike. Kommunen ligger i kantonen Tessy-sur-Vire som tillhör arrondissementet Saint-Lô. År 2018 hade Chevry 110 invånare.

## Befolkningsutveckling
Antalet invånare i kommunen Chevry
| Referens: INSEE |